# Mezzo interstellare

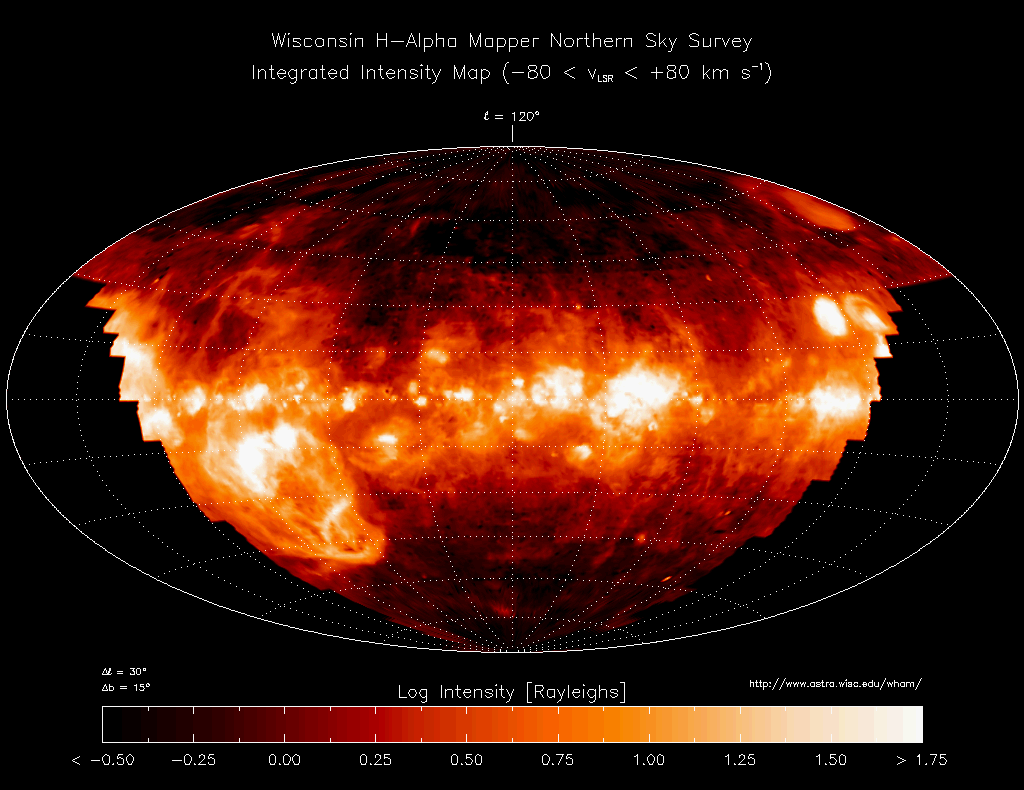
La distribuzione dell'idrogeno ionizzato (H II) nel mezzo interstellare galattico vista tramite il

In astronomia, il mezzo interstellare (abbreviato in ISM, dall'inglese InterStellar Medium) è il materiale rarefatto costituito da gas e polvere che si trova tra le stelle all'interno di una galassia. Il mezzo interstellare galattico è colmato da energia sotto forma di radiazione elettromagnetica e si mescola gradatamente al mezzo intergalattico circostante.
Fino alla fine del XIX secolo, lo spazio interstellare era considerato sostanzialmente vuoto. Nel 1904, l'astronomo tedesco Johannes Hartmann scoprì il gas interstellare, mentre ventisei anni dopo, nel 1930, lo svizzero Robert Trumpler scoprì la polvere interstellare, che causava l'arrossamento del colore delle stelle lontane.

## Descrizione
Il mezzo interstellare consiste di una miscela piuttosto rarefatta di ioni, atomi, molecole, granuli di polvere, raggi cosmici e campi magnetici; in massa il 99% della materia è costituito dai gas, il restante 1% dalle polveri. Le densità (ρ) variano da poche migliaia ad alcune centinaia di milioni di particelle per metro cubo, con un valore medio attestato nella Via Lattea di un milione di particelle al m3 (1 particella al cm3). Il Sole, ad esempio, sta attualmente viaggiando, nel corso della sua orbita attorno al centro galattico, all'interno della Nube Interstellare Locale (ρ=0,1 atomi cm−3), posta a sua volta all'interno della Bolla Locale (ρ=0,05 atomi cm−3). Come risultato della nucleosintesi del Big Bang, il gas del mezzo interstellare è costituito all'incirca al 76% da idrogeno e per il 23-24% da elio, con una piccolissima parte di elementi più pesanti (definiti nel gergo astronomico "metalli") e composti in tracce.
Il mezzo interstellare gioca un ruolo importante in astrofisica per via del suo ruolo di "via di mezzo" tra ordini di grandezza stellari ed ordini di grandezza galattici. Le stelle inoltre interagiscono in molteplici modi col mezzo interstellare: innanzi tutto si formano all'interno delle regioni più dense dell'ISM, le nubi molecolari, quindi ne plasmano le strutture grazie ai loro venti e ne modificano la composizione, arricchendola degli elementi più pesanti prodotti al loro interno, una volta giunte al termine della loro evoluzione, tramite l'emissione di una nebulosa planetaria o l'esplosione di una supernova; quest'ultimo meccanismo è alla base della produzione degli elementi più pesanti del ferro, l'ultimo elemento sintetizzabile nel nucleo di una stella. Queste continue interazioni tra stelle e ISM aiutano a determinare il tasso al quale una galassia consuma le sue riserve gassose, e dunque permette di misurare il tempo in cui essa va incontro ad un'attiva formazione stellare.

### Composizione
Il mezzo è composto normalmente per il 99% da gas e per l'1% da polveri. Il gas è composto mediamente per il 76% da idrogeno e per il 24% da elio, con tracce di elementi più pesanti (chiamati sia pur impropriamente metalli in termini astronomici). Tra questi sono presenti calcio, neutro o sotto forma di cationi Ca+ (90%) e Ca++ (9%), molecole inorganiche (H2O, CO, H2S, NH3, HCN) e organiche (formaldeide, acido formico, etanolo) e radicali (HO°, CN°).
Questo mezzo è in genere estremamente tenue: le densità variano da pochi atomi a poche centinaia di atomi per centimetro cubo (il che è comunque un milione di volte più denso delle regioni al di fuori di una galassia). Recenti studi hanno mostrato che la densità nelle vicinanze del Sole (entro 15 anni luce) è molto più bassa della media galattica: da 0,04 a 0,1 atomi per centimetro cubo.
La composizione del mezzo interstellare è diversa nei vari tipi di galassie: nelle ellittiche esso è quasi completamente assente, nelle lenticolari è presente in misura ridotta, mentre è maggiormente presente nelle galassie più giovani, come le galassie spiraliformi, tra cui la Via Lattea.
Le caratteristiche prominenti del mezzo interstellare sono quelle dove, per un motivo o per l'altro, esso è più concentrato: nubi molecolari giganti (in cui è spesso presente una viva attività di formazione stellare), nubi interstellari, resti di supernova, nebulose planetarie ed altre strutture diffuse e nebulari.

### Effetti
L'effetto del mezzo interstellare sulle osservazioni è chiamato estinzione: la luce di una stella viene diminuita di intensità perché è rifratta ed assorbita dal mezzo. L'effetto è diverso a seconda della lunghezza d'onda della luce. Per esempio, la lunghezza d'onda tipica per l'assorbimento dell'idrogeno molecolare si trova a circa 92 nm, n=1, cioè la transizione Lyman-alpha. Perciò è quasi impossibile vedere la luce emessa dalla stella a questa lunghezza d'onda, perché è assorbita quasi tutta durante il suo viaggio verso la Terra.
È però possibile studiare il mezzo interstellare proprio sfruttando la sua estinzione: le diverse bande di assorbimento, non attribuibili alla stella, danno informazioni sulla densità e sulla velocità del gas che lo compone. Le informazioni sono state ricavate studiando una singola riga del suo spettro, la radiazione a 21 cm dell'idrogeno.

### Fasi
Il mezzo interstellare è in genere diviso in tre "fasi", a seconda della sua "temperatura": caldo (milioni di gradi), temperato (migliaia di gradi) e freddo (poche decine di kelvin). È da notare che la "temperatura" è considerata in questo caso come espressione della velocità delle particelle di gas, se la si misurasse con un termometro esso registrerebbe in ogni caso valori vicini allo zero assoluto.
Il modello a tre fasi fu introdotto da Chistopher McKee e Jeremiah Ostriker in un articolo del 1977 ed ha formato la base degli studi successivi. La proporzione relativa di queste tre fasi è ancora oggetto di dibattito.